# Nuñomoral
Nuñomoral – gmina w Hiszpanii, w prowincji Cáceres, w Estramadurze, o powierzchni 94,78 km². W 2011 roku gmina liczyła 1411 mieszkańców.